# Городище (озеро)
Городище (Исилькуль) — пресное озеро на юге города Исилькуль в Омской области, на высоте 121 метр над уровнем моря. Находится в 2 километрах южнее станции Исилькуль. Озеро круглой формы. Озеро является мелким и заросшим камышом.
Казахи, кочевавшие здесь со своими стадами, назвали озеро Исилькуль (каз. Есіл-Көл). Первая характеристика озера была дана в 1892 году при прокладке Западно-Сибирской железной дороги из Челябинска в Омск при выборе источника воды для станции. Партией инженеров-путейцев было отмечено, что озеро пресноводное, глубиной до двух аршин (2,5—3 м), плес чистый, берега местами песчаные. В том же году возле озера Исилькуль создали одноимённую станцию. Согласно Евгению Поспелову название станция получила по озеру Исилькуль — «голубое озеро» (казах. есиль, др.-тюрк. йешиль — «голубой», куль — «озеро»). Также Исилькуль переводят как «гнилая вода».
В 1894 году из Городищенского уезда Пензенской губернии прибыла первая партия переселенцев, они облюбовали себе место на берегу озера Исилькуль и назвали свой посёлок — Городище, влившееся позднее в город Исилькуль.
Весной, в период паводка озеро выходит из берегов и топит частные дома на окраине Исилькуля.